# Cá bè xước
Cá bè xước (danh pháp khoa học: Scomberoides commersonnianus) là một loài cá biển nhiệt đới và cận nhiệt đới trong chi Scomberoides, họ Carangidae, Perciformes.

## Đặc điểm sinh học

### Hình dáng
- Mõm: hình tù và, lõm ở trên mắt. Chiều dài mõm xấp xỉ đường kính mắt.
- Chiều dài đầu bằng 4,5-6,0 lần đường kính mắt. Hàm trên dài đến phía sau mắt. Răng hàm trên là một hàng răng hình nón ở phía ngoài và một dải răng lông nhung ở phía trong. Răng hàm dưới là hai hàng răng hình nón tách biệt bởi một rãnh; có răng nhỏ trên lưỡi, vòm khẩu cái và xương lá mía.
- Thân: dài, dẹt. Cá đực có thể dài tới 120 cm, nặng 16 kg; thông thường con trưởng thành dài khoảng 90 cm.[1]
- Vây lưng thứ nhất có một gai ngược và 6-7 tia cứng bình thường. Vây lưng thứ hai có 1 tia cứng và 19-21 tia mềm. Vây lưng và vây hậu môn có 7-8 tia giống như vây phụ nhưng không tách biệt hoàn toàn. Vây ngực ngắn, trông giống hình lưỡi liềm. Vây hậu môm có 2 tia cứng liền nhau, tiếp theo là 1 tia cứng và 16-19 tia mềm. Vẩy nhỏ hình mũi tên. Đường bên hơi lượn sóng ở phía trước, không có vẩy lăng. Phần trên của thân màu xanh nhạt, phía dưới màu ánh vàng hoặc sáng bạc; có 5-8 đốm tròn ở hai bên thân.

## Phân bổ
- Thế giới: Ấn Độ Dương, Thái Bình Dương, Đại Tây Dương, Biển Đỏ, Nam Phi, Ấn Độ, Indonesia, Philippines, Sri Lanka, Nhật Bản, Trung Quốc.
- Việt Nam: vịnh Bắc Bộ, miền Trung, Đông và Tây Nam Bộ.